# Campionati europei di short track 2000
I Campionati europei di short track 2000 sono stati la 4ª edizione della competizione continentale organizzata dall'International Skating Union. Si sono svolti dall'21 al 23 gennaio 2000 il Palaghiaccio Braulio di Bormio, in Italia.

## Nazioni partecipanti
Hanno preso parte alla competizione atleti provenienti da 22 differenti nazioni.
- Australia (4/4)
- Belgio (4/0)
- Bielorussia (0/2)
- Bulgaria (4/4)
- Rep. Ceca (1/2)
- Estonia (0/1)
- Francia (4/1)
- Germania (4/2)
- Gran Bretagna (4/4)
- Ungheria (4/1)
- Israele (1/1)
- Italia (5/5)
- Lituania (2/0)
- Paesi Bassi (4/4)
- Norvegia (1/0)
- Polonia (1/0)
- Romania (1/2)
- Russia (4/4)
- Slovacchia (4/0)
- Svezia (1/1)
- Svizzera (1/0)
- Ucraina (2/4)

## Podi

### Donne
| Evento                          | Oro                                                                                | Tempo    | Argento                                                                             | Tempo    | Bronzo                                                                 | Tempo    |
| 500 metri (dettagli)            | Katia Zini (ITA)                                                                   | 44.551   | Evgenija Radanova (BUL)                                                             | 44.563   | Debbie Palmer (GBR)                                                    | 45.709   |
| 1000 metri (dettagli)           | Evgenija Radanova (BUL)                                                            | 1:39.261 | Evelina Rodigari (ITA)                                                              | 1:40.007 | Yvonne Kunze (GER)                                                     | 1:40.138 |
| 1500 metri (dettagli)           | Evgenija Radanova (BUL)                                                            | 2:30.183 | Katia Zini (ITA)                                                                    | 2:30.467 | Evelina Rodigari (ITA)                                                 | 2:31.385 |
| 3000 metri (dettagli)           | Evgenija Radanova (BUL)                                                            | 5:57.828 | Katia Zini (ITA)                                                                    | 5:58.197 | Evelina Rodigari (ITA)                                                 | 5:59.536 |
| Staffetta 3000 metri (dettagli) | Bulgaria Evgenija Radanova Marina Georgieva-Nikolova Anna Stoilkova Daniela Vlaeva | 4:22.540 | Italia Katia Zini Evelina Rodigari Mara Zini Emanuela Giacomelli Barbara Baldissera | 4:23.989 | Gran Bretagna Debbie Palmer Sarah Lindsay Joanna Williams Laura Howell | 4:31.872 |
| Classifica generale (dettagli)  | Evgenija Radanova (BUL)                                                            | 123 p.   | Katia Zini (ITA)                                                                    | 76 p.    | Evelina Rodigari (ITA)                                                 | 47 p.    |

### Uomini
| Evento                          | Oro                                                                                       | Tempo    | Argento                                                             | Tempo    | Bronzo                                                              | Tempo    |
| 500 metri (dettagli)            | Fabio Carta (ITA)                                                                         | 42.830   | Dave Versteeg (NED)                                                 | 42.399   | Kornél Szántó (HUN)                                                 | 42.489   |
| 1000 metri (dettagli)           | Nicola Franceschina (ITA)                                                                 | 1:31.637 | Michele Antonioli (ITA)                                             | 1:32.180 | Cees Juffermans (NED)                                               | 1:32.794 |
| 1500 metri (dettagli)           | Nicky Gooch (GBR)                                                                         | 2:33.339 | Nicola Franceschina (ITA)                                           | 2:33.366 | Michele Antonioli (ITA)                                             | 2:33.526 |
| 3000 metri (dettagli)           | Fabio Carta (ITA)                                                                         | 4:50.374 | Nicky Gooch (GBR)                                                   | 4:51.829 | Michele Antonioli (ITA)                                             | 4:52.635 |
| Staffetta 5000 metri (dettagli) | Italia Nicola Franceschina Michele Antonioli Nicola Rodigari Maurizio Carnino Fabio Carta | 7:00.928 | Gran Bretagna Nicky Gooch Leon Flack Matthew Jasper Robert Mitchell | 7:03.919 | Francia David Chevalier Gregory Durand Ludovic Mathieu Bruno Loscos | 7:06.810 |
| Classifica generale (dettagli)  | Fabio Carta (ITA)                                                                         | 73 p.    | Nicky Gooch (GBR)                                                   | 63 p.    | Nicola Franceschina (ITA)                                           | 60 p.    |

## Medagliere
| Pos.   | Nazione       | Oro | Argento | Bronzo | Totale |
| ------ | ------------- | --- | ------- | ------ | ------ |
| 1      | Italia        | 6   | 7       | 6      | 19     |
| 2      | Bulgaria      | 5   | 1       | 0      | 6      |
| 3      | Gran Bretagna | 1   | 3       | 2      | 6      |
| 4      | Paesi Bassi   | 0   | 1       | 1      | 2      |
| 5      | Francia       | 0   | 0       | 1      | 1      |
| 5      | Germania      | 0   | 0       | 1      | 1      |
| 5      | Ungheria      | 0   | 0       | 1      | 1      |
| Totale | Totale        | 12  | 12      | 12     | 36     |